# Билиджи, Рахман
Рахман Билиджи (тур. Rahman Bilici, 28 октября 1989) — турецкий борец греко-римского стиля, призёр чемпионата мира, призёр Кубка мира по борьбе, участник летних Олимпийских игр 2012 года.

## Биография
Рахман начал заниматься борьбой в спортивном клубе «Эрзурум Телеком», а в 2000 году был принят в Центр подготовки борцов в Йозгате. Успешный спортсмен переведен позже в Кайсери Şekerspor. После закрытия клуба он продолжил тренироваться в спортивном клубе Пансу в Кайсери.
Рахман Биличи является обладателем нескольких медалей в кадетском и юниорском классе на европейском и мировом уровне. Он выиграл золотую медаль на чемпионате мира по борьбе среди юниоров в 2007 году в Пекине и в 2008 году в Стамбуле. Он стал серебряным призером чемпионата мира по борьбе среди юниоров 2009 года в Анкаре.
Он участвовал в летних Олимпийских играх 2012 года, где дошел до третьего тура. В итоге занял 17-е место в весовой категории до 60 кг.
В 2018 году на чемпионате мира в Будапеште в весовой категории до 63 кг завоевал бронзовую медаль.